# Relación entre Picasso y Málaga

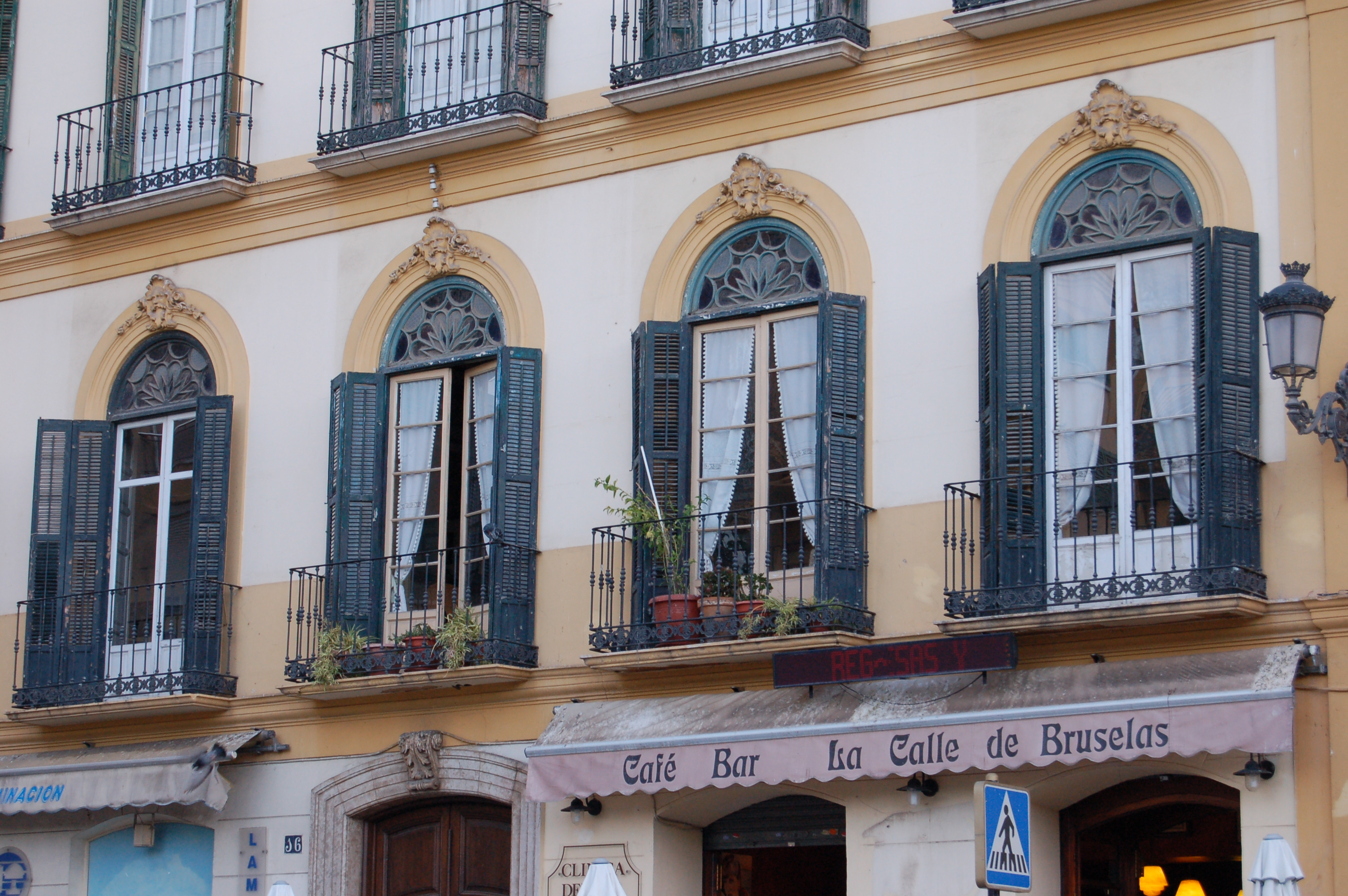
Balcones de la vivienda donde nació Picasso en la Plaza de la Merced de Málaga, actual sede de la Fundación Picasso Museo Casa Natal.

El pintor español Pablo Ruiz Picasso (Málaga, 25 de octubre de 1881-Mougins, 8 de abril de 1973), se vio influenciado como artista por las vivencias de su infancia en su ciudad natal —pese a la creencia popular de que no fue así—, en una relación que, aún hoy, ponen de manifiesto los diferentes hitos picassianos existentes en Málaga.

## Antecedentes familiares y vínculos con la plaza de la Merced
El 8 de diciembre de 1880, contraen matrimonio en la iglesia de Santiago en Málaga D. José Ruiz Blasco y Dña. María Picasso López; los antepasados de él procedían de la villa de Cogolludo (Guadalajara), mientras que por el contrario los ancestros de Dña. María procedían de una oscura familia malagueña. Los Ruiz, que se apellidaron León hasta mediados del siglo XVII, ejercieron muy variadas profesiones, desde latoneros a concejales de ayuntamientos. Es llamativo el hecho de que la madre de Picasso ayudara antes de su boda a la difícil situación económica de su familia con sus trabajo de costura. El abuelo materno terminó siendo perseguido por la justicia por un desfalco, huyó a Cuba y constituyó una nueva familia.
El 25 de octubre de 1881, nació Pablo Ruiz Picasso, celebrándose su bautizo dieciséis días después en la ya comentada iglesia de Santiago. Sin embargo, algunos investigadores como Ricardo Huelín y Ruiz Blasco sostienen que fue bautizado en la ya desaparecida iglesia de la Merced, más cercana. Poco antes de iniciarse la guerra civil española, Pablo Picasso escribiría:

«yo he nacido de un padre blanco y de un pequeño vaso de agua de vida andaluza, yo he nacido de una madre hija de una hija de quince años nacida en la Málaga marroquí de los Percheles, el hermoso toro que me engendra la frente coronada de jazmines».

Pablo fue educado en el terreno artístico a manos de su padre. Viviendo en la plaza de la Merced pintó El picador amarillo (con ocho años), Palomar y dibujos a lápiz del Hércules con la Manzana. Asiste al colegio de San Rafael, situado en calle Comedias. Los estudios secundarios los realiza en el instituto Gaona (Vicente Espinel).
En la esquina de la plaza de la Merced con calle Granada existía la farmacia Mamely (actualmente Bustamante) donde el padre, en la rebotica, mantenía una tertulia. Allí le sorprende el terremoto de 1884. La familia de Picasso se refugia en la casa del pintor Muñoz Degrain. El artesonado de la vivienda de este pintor lo recupera Juan Temboury y hoy se encuentra donde están las taquillas del Museo Picasso.
En 1891, la familia se traslada a La Coruña por mejoras laborales y económicas del cabeza de familia. En 1895, recibe la asignación económica de su tío Salvador, gracias a esto, instala un taller en la ciudad. Precisamente en una dependencia de Sanidad Marítima. Su primer galardón fue una medalla de bronce por el óleo que representó ese año en la Exposición de Bellas Artes de Málaga. A finales de diciembre de 1899 regresa a Málaga para solucionar el tema del Servicio Militar, del cual queda exento debido a la importante suma de dinero que aporta su tío Salvador para ello al Ejército, algo permitido en la época.
La plaza de la Merced tuvo un origen importante cristiano; se encontraron tras una excavación el que fue el hospital de Santa Ana y el convento de la Paz un teatro romano de la época Flavia Malacitana. En la época árabe quedaba fuera del recinto amurallado y se celebran el mercado de la ciudad. Recibió diferentes nombres como de la Victoria, del Mercado y de los Álamos. En 1507, los mercedarios se trasladan a la plaza, entonces llamada del Mercado. En ese mismo año se termina la edificación de la iglesia de la Merced.
El 17 de abril de 1842, se pone la primera piedra de monumento al general Torrijos, proyecto del arquitecto Rafael Mitjana. Diez años más tarde, se coloca la puerta de hierro del monumento, por la cual se pagan 6161 reales.

## Lugares picassianos

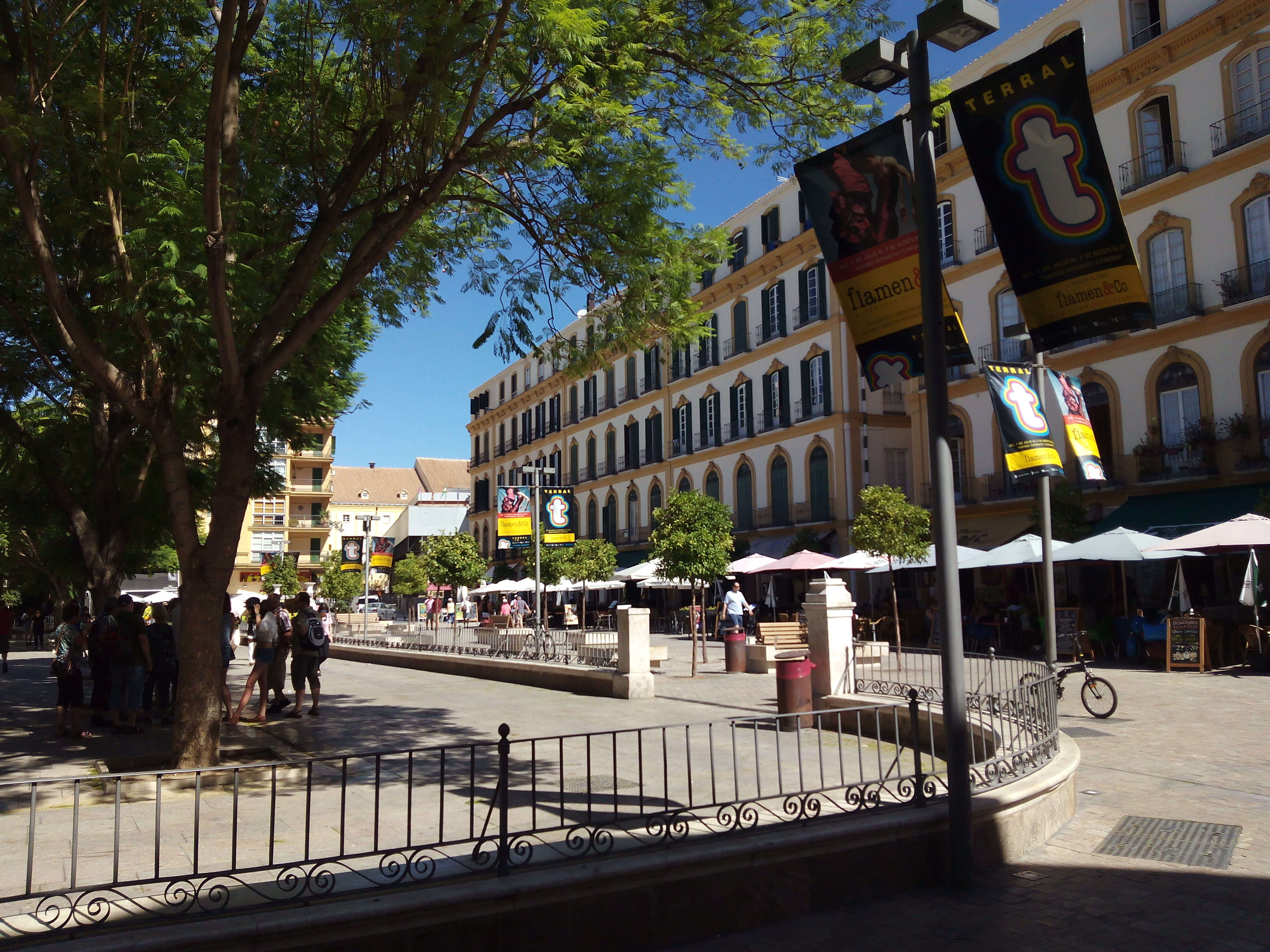
Vista del norte de la plaza de la Merced de Málaga. En el número 15 de este edificio nació Pablo Ruiz Picasso, justo donde hoy se encuentra ubicada su Fundación y un museo. La plaza se considera uno de los llamados lugares picassianos, por su influencia en el desarrollo artístico y personal del pintor.

La procedencia malagueña del pintor es clave en su producción artística. Algunos de los temas más recurrentes en su obra tienen su origen en su infancia, en el entorno de su niñez y de sus vivencias más tempranas. Un retrato de la Málaga del siglo XIX es fundamental para conocer estas experiencias y, por supuesto comprender los temas principales del imaginario del artista.
Los diez primeros años de la vida de Picasso pasaron en la céntrica plaza de la Merced (o plaza de Campo Riego) lugar en el que nació el 25 de octubre de 1881, en concreto en la segunda planta del número 36 en las «Casas de Campo», cuyo nombre fue tomado de su promotor, el marqués Iznate, Antonio Campos Garín. Este edificio constituye en la actualidad la sede de la Fundación Picasso Museo Casa Natal. En aquel momento, la plaza era un lugar de encuentro de gran relevancia tanto desde el punto de vista social como comercial. El espacio de la plaza de la Merced focalizado en el monumento en homenaje al general Torrijos sería por lo tanto lugar de aprendizaje para Picasso, pues desde aquí observaba las palomas y sus vuelos para después plasmarlos en sus tempranos dibujos. Su gusto por estas aves lo adquirió de su padre, el también pintor y profesor de la Escuela de Bellas Artes de San Telmo José Ruiz Blasco.
Desde aquí continuamos por calle Granada, que presenta un trazado sinuoso y estrecho propio del urbanismo musulmán, donde se encuentra la parroquia de Santiago, en la que fue bautizado Picasso, el 10 de noviembre de 1881, por el sacerdote José Fernández Quintero, adoptando los nombres de Pablo Diego José, Francisco de Paula, Juan Nepomuceno, María de los Remedios y Cipriano de la Santísima Trinidad. Los padrinos de esta celebración eran Juan Nepomuceno Blasco Barroso, primo de José Ruíz Blasco, y la esposa de éste, María de los Remedios Alarcón y Herrera.
Siguiendo con nuestro recorrido picassiano mencionamos la plaza de Toros de la Malagueta, inaugurada en 1876, ya que aquí nace su pasión por la tauromaquia, unos de los temas recurrentes de su obra, como vemos en El picador amarillo (1889), reflejo de los recuerdos que mantiene de su infancia.

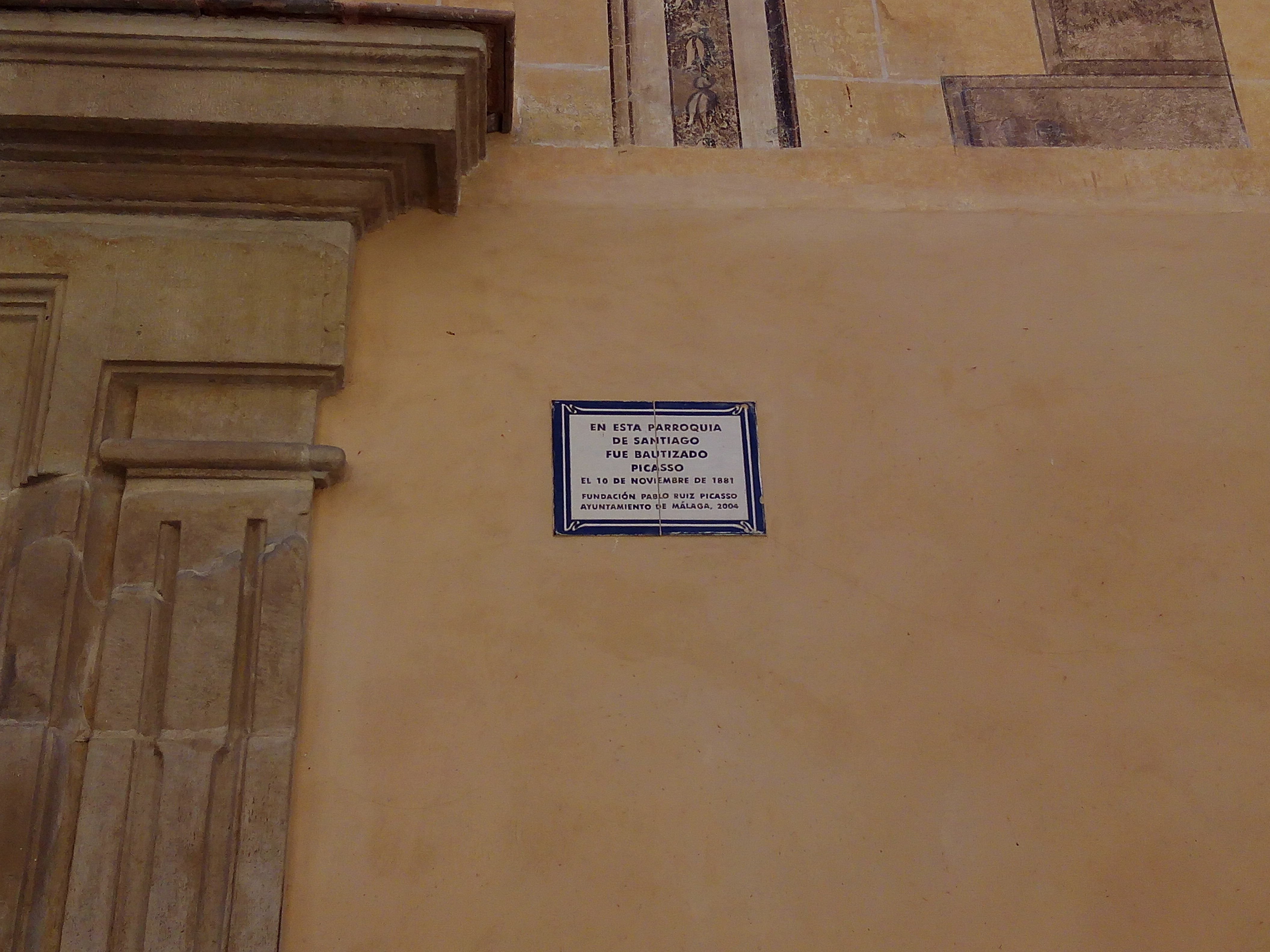
Placa en la fachada de la iglesia de Santiago Apóstol señalando el bautismo de Picasso.

Picasso no estudiará, por su edad temprana, en la Academia de San Telmo. Sin embargo, fue aquí donde tuvo su primera vía de contacto con los estudios clásicos y con el ambiente didáctico que se respiraba en sus aulas. Grandes maestros y amigos de don José, a los que tuvo acceso Picasso, fueron los pintores Muñoz Degrain o Moreno Carbonero, que constituyen el Siglo de Oro de la pintura malagueña. Serán estos contactos los que marcaran la impronta del joven Picasso viéndose reflejada en obras como la Primera comunión y Ciencia y Caridad.
En su época, en la calle de San Agustín, otros de los espacios con el que tuvo contacto fue el Museo Municipal, donde su padre era conservador y en cuyo taller pasaba largas horas. Es aquí donde Picasso pintó uno de sus primeros óleos, Vista del puerto de Málaga (1890). Un poco más arriba de esta calle se encuentra el Museo Picasso de Málaga.
Para concluir debemos mencionar también el Liceo artístico y literario de Málaga, actual Conservatorio de Música María Cristina, que fue el lugar de reunión de los artistas malagueños por excelencia del siglo XIX. Ubicado sobre el antiguo convento de San Francisco era un lugar muy frecuentado por Picasso y su padre. Un hecho a señalar, que aconteció en este lugar, fue el bautizo de Picasso con champán por el pintor Martínez de la Vega tras el éxito obtenido con su obra Ciencia y Caridad presenta en las exposiciones nacional y provincial de Bellas Artes de 1897.

## Pintando en Málaga
Las primeras obras de Picasso (1888-1891) fueron fruto de juegos, pequeños experimentos con formas, bocetos… Son el resultado de un proceso de formación personal. Según él mismo, lo que más le gustaba de pequeño era dibujar.
Conocidos son sus dibujos de palomas, tema habitual en el pintor, bien a imitación de la obra del padre, bien tras la observación directa y el dibujo rápido como método práctico. Palomas (1890).
Paloma y Perro son otras dos piezas de infancia, realizadas como un juego recortable por el que Picasso muestra ya su habilidad en cuanto a la representación de las formas a una edad tan temprana. Estas piezas, los dos únicos ejemplos de recortes que han quedado, evocan la dinámica de los papiers collés y los collages que más tarde adoptaría el artista, así como dan cuenta de la variedad de técnicas con las que ya empezaba a experimentar.
Otra de sus obras tempranas más importantes es el Hércules, con el que se sienta otro de los temas recurrentes de la obra del artista, la mitología clásica. Realizado con una figura que había en su casa como modelo, muestra ya las inquietudes por la perfección en el dibujo clásico del joven Picasso. Respecto a esto, él mismo comentó:
…nunca hice dibujos de niño. Nunca. Ni siquiera cuando era muy pequeño. Tendría seis años, o menos. En casa de mi padre había en el pasillo un Hércules con su clava. Pues bien, me metí en el pasillo y dibujé el Hércules. Pero aquello no fue un dibujo de niño. Fue un verdadero dibujo que representaba a Hércules con su clava (PARMELIN, H., Habla Picasso, Gustavo Gili, Barcelona, 1968, pág. 80.)
En cuanto a sus primeros óleos, se conservan sólo dos:
Vista del Puerto de Málaga, copia de una obra de su padre que se encontraba en su casa, que a su vez era otra copia de Vista del Crepúsculo de Málaga (1878), original de Emilio Ocón y Rivas. Esta era una práctica propia de la época y de los presupuestos de la pintura académica: la imitación de la realidad a través de la fiel copia. Según Maya Picasso, esta marina fue realizada por su padre de memoria, bajo la cama de su hermana, a la luz de una vela, y a escondidas de José Ruiz Blasco.
Tras su partida a La Coruña en 1891, la familia de Picasso no volvería a Málaga hasta el verano de 1895, visita motivada por el nuevo cambio de residencia de la familia; José Ruiz Blasco había conseguido un nuevo destino como catedrático de Dibujo en Barcelona. Posteriormente, la familia veraneó en Málaga los dos años siguientes de 1896 y 1897. La última visita a Málaga la realizaría un joven y emergente Picasso en el invierno de 1900-1901, acompañado en esta ocasión por su amigo, el también pintor, Carles Casagemas.
1895
Durante su estancia en La Coruña, no fue hasta el año siguiente de su llegada, 1892-1893, cuando Picasso comenzara sus estudios oficiales en Bellas Artes. Allí se dedicó fundamentalmente a la copia de dibujos y modelos clásicos. Con su padre también comenzó una gran producción de óleos.
El verano de 1895 lo pasó la familia Ruiz Picasso en casa del tío del pintor, el doctor Salvador Ruiz Blasco, hermano de su padre y responsable de atender a María Picasso en el parto de Pablo. Este mismo tío fue el que sufragó los estudios de Bellas Artes en Madrid. La familia visitó con frecuencia durante este verano la finca familiar de Llanes, lugar que sirvió durante los veranos de inspiración al pintor para numerosos paisajes.
De ese verano destaca especialmente el óleo El viejo pescador, retrato del marinero Manuel Salmerón Castellano a quien Salvador Ruiz Blasco contrató como modelo para su sobrino. Este óleo muestra ya una profunda madurez para la edad con la que Picasso lo ejecutó, y daba muestra también de la habilidad del pintor en el retrato. De este retrato se conservan numerosos bocetos y dibujos preparatorios.
Sin embargo, como hecho académico destacable de su carrera podemos señalar la primera condecoración recibida como artista: la Tercera Medalla de Bronce en la Exposición Regional de Bellas Artes, organizada por el Liceo Artístico y Literario de Málaga, al que estaba vinculado su padre por ser un lugar de encuentro entre los artistas malagueños del siglo XIX. La obra galardonada fue Viejo, que desgraciadamente no se conserva en la actualidad.
1896
En este año la familia Picasso residía ya en Barcelona. Pablo continuaba sus estudios de Bellas Artes y ejercía ya la profesión realizando obras consideradas de gran calidad. Un ejemplo de esto es el óleo presentado como La primera comunión, su primera gran pintura académica.
Durante este verano Picasso realizó numerosos óleos inspirado en el paisaje alrededor de la finca de Llanes.
No obstante, la obra más célebre de este verano es el Retrato de la tía Pepa, hermana de don José Ruiz Blasco.
1897
El hecho más reseñable de ese año es la obtención de la Mención Honorífica en la Exposición Nacional de Bellas Artes de Madrid por el óleo Ciencia y Caridad, que aunque no formó parte de la Exposición Regional en la tierra del pintor, sí estuvo depositada en Málaga hasta el año 1918. Esta obra es una de las más significativas del pintor.
1900-1901
Picasso no volvería a Málaga hasta el invierno de 1900, esta vez acompañado de su amigo Casagemas tras su estancia en París. De esta ciudad ya volvía Picasso como un artista bohemio, habiéndose desecho del “lastre” del academicismo y produciendo esto el rechazo de su familia. Las obras de este periodo tienen más que ver con la vida bohemia de burdeles y cabarets.
El 28 de enero de 1901, Picasso se separa de Casagemas y marcha a Madrid para no volver nunca más a Málaga.

## Juan Temboury y Picasso
El estudioso malagueño Juan Temboury trató de aproximar Málaga al pintor, comenzando por proponer un homenaje con motivo de su 50 cumpleaños en 1931, sin éxito, dadas las turbulencias del momento (véase quema de iglesias y conventos en España de 1931). Más tarde, con la obtención del palacio de Buenavista como espacio para albergar el nuevo Museo de Bellas Artes de la ciudad, el académico malacitano contactó con el pintor con el cándido objetivo de que cediera algunas obras a los fondos de la nueva colección, no obteniendo respuesta. Temboury incluso pretendía denominar al nuevo centro «Museo Picasso». Lo único que consiguió Temboury fue trabar una estrecha relación de amistad con el secretario y amigo de Picasso, Jaime Sabartés. Éste acabó cediendo 130 libros que constituyeron el Legado Sabartés a Temboury, que los donó finalmente a la Academia de San Telmo. Estos volúmenes junto a otras piezas –como el dibujo del retrato del escultor Francisco Palma García, padre del también escultor Francisco Palma Burgos– fueron expuestos en unas salas dedicadas a Picasso del ya inaugurado Museo de Bellas Artes el 20 de agosto de 1964.
En 1961, Juan Temboury se decidió a unirse a las celebraciones del 80 cumpleaños de Pablo Picasso en Francia. A él se le unieron el secretario de la Academia de San Telmo, Baltasar Peña, junto al pintor Saura y los arquitectos Chueca y Salas, todos ellos comandados por Lafuente Ferrari. En Niza, Picasso los recibió y fue nombrado de manera oficiosa académico de San Telmo. De este modo, se inició un cierto contacto, que tiene su prueba documental en la postal que Picasso envió a Temboury para felicitarle la Navidad. Portaba la ilustración de una paloma, y en la firma podía leerse: «Dibujo realizado por el hijo de José Ruiz Blasco».